# Lîstvîna, Korsun-Șevcenkivskîi
Lîstvîna (în ucraineană Листвина) este un sat în comuna Petrușkî din raionul Korsun-Șevcenkivskîi, regiunea Cerkasî, Ucraina.

## Demografie
Componența lingvistică a localității Lîstvîna
     Ucraineană (98,91%)
     Rusă (1,09%)
Conform recensământului din 2001, majoritatea populației localității Lîstvîna era vorbitoare de ucraineană (98,91%), existând în minoritate și vorbitori de rusă (1,09%).